# سام هورنبی
سام هورنبی (انگلیسی: Sam Hornby؛ زادهٔ ۲ فوریهٔ ۱۹۹۵) بازیکن فوتبال اهل بریتانیا است.
از باشگاه‌هایی که در آن بازی کرده‌است می‌توان به باشگاه فوتبال کیدرمینستر هاریرس اشاره کرد.